# Нюйшу
Нюйшу (спрощена китайська: 女书; традиційна китайська: 女書; піньїнь: nǚshū; букв. «жіноче письмо») — складове письмо, похідне від китайських ієрогліфів, що використовувалося виключно жінками народу яо в окрузі Цзянюн провінції Хунань на півдні Китаю.

## Характеристика
На відміну від письма стандартної китайської мови, яке є логографічним (кожен символ позначає слово або частину слова), Нюйшу є фонетичним, де кожен із його приблизно 600—700 символів представляє склад. Це приблизно половина кількості, необхідної для представлення всіх складів у діалекті Тухуа, оскільки тональні відмінності часто ігноруються, що робить його «найбільш революційним і ґрунтовним спрощенням китайських ієрогліфів, яке коли-небудь робили». Чжоу Шої, якого вважають єдиним чоловіком, що оволодів письмом, склав словник зі списком 1800 варіантів символів і алографів.
Було припущено, що ієрогліфи Нюйшу є курсивним варіантом китайських ієрогліфів Кайшу, як можна зрозуміти із назви письма, хоча деякі з них були суттєво змінені, щоб краще відповідати візерункам вишивки. Штрихи ієрогліфів мають форму крапок, горизонталей, рисок і дуг. Ієрогліфи зазвичай записуються вертикальними стовпцями справа наліво, але в сучасному контексті вони можуть записуватися горизонтально зліва направо, як письмо путунхуа. На відміну від стандартної китайської мови, написання Нюйшу дуже тонкими, майже ниткоподібними лініями вважається ознакою майстерності.
Приблизно половина письма Нюйшу — це змінені китайські ієрогліфи, які використовуються лише письмово. Приблизно до 100 ієрогліфів внесено невеликі зміни, окрім перекосу рамки з квадратної до ромбоподібної, інколи повної зміни (дзеркальне відображення) і часто зменшення кількості рисок. В інших 100 ієрогліфах були змінені риски, але їх все ще легко впізнати, наприклад 女 жінка. Близько 200 ієрогліфів було значно змінено, але сліди оригінального письма все ще помітні.
Решта ієрогліфів є фонетичними. Вони або змінені, як вище, або є елементами, вилученими із ієрогліфів. Позначають 130 фонетичних значень, кожне з яких використовується для написання в середньому десяти омофонних або майже омофонних слів, хоча й вони є алографами; думки жінок різнилися в тому, якому китайському ієрогліфу віддати перевагу для певного фонетичного значення.

## Історія
До 1949 року в окрузі Цзянюн головною промисловістю була аграрна, тому жінки були змушені дотримуватися патріархальних конфуціанських правил (зокрема Три покори). Вони були змушені залишатися вдома (зокрема через практику бинтування ніг), їхньою головною діяльністю була хатня робота та рукоділля, тому склалися сприятливі обставини для розвитку Нюйшу. Неодружені дівчата, яких також називали «дівчати згори», часто збиралися разом на верхньому поверсі будинку, щоб разом співати та вишивати. Саме співи, або 女歌 (дослівно «жіноча пісня»), дозволили юним дівчатам опанувати Нюйшу.
Невідомо, коли саме виникло Нюйшу. Труднощі у датуванні полягають у тому, що в Китаї існував місцевий звичай спалювати або ховати тексти разом з їхніми авторами. Також варто згадати про погану здатність паперу та тканини зберігатися у вологому середовищі. Однак багато спрощень з Нюйшу використовувалося у розмовному стилі китайської мови епох Сун і Юань (13-те і 14-те століття). Імовірно, що свого найбільшого розквіту Нюйшу досягло під час династії Цін (1644—1911).
Хоча й місцевий знавець письма Управління культури округа Цзянюн Чжоу Шої зібрав, вивчив та переклав багато текстів Нюйшу китайською, він все одно не зміг привернути увагу до письма, допоки не було подано звіт на цю тему до Центрального уряду у 1983 р.
У другій половині ХХ століття, коли було здійснено багато політичних, соціальних та культурних змін, дівчата припинили вивчати Нюйшу через вільний доступ до освіти. Таким чином, письмо поступово виходило із вжитку, адже молоде покоління не вивчало, а знавчині літнього віку помирали. Під час Другої світової війни японці намагалися знищити письмо через страх, що китайці будуть використовувати його як засіб передачі секретної інформації. Таких утисків Нюйшу зазнало під час Культурної революції також. Останні знавчині письма померли у 1990-х роках (остання — у 2004 році).
Серед жінок вже не прийнято вивчати Нюйшу. Знання цього письма обмежується лише кількома вченими, що опанували його за допомогою останніх знавчинь. Проте після того, як Ян Юєцінь створив документальний фільм про Нюйшу, уряд КНР почав спрямовувати зусилля на популяризацію писемності, яка під загрозою зникнення. Завдяки цьому деякі жінки почали вивчати Нюйшу.

## Сьогодення
Ян Хуаньї, жителька округу Цзянюн та остання людина, що досконало володіла письмом, померла 20 вересня 2004 року у віці 98 років.
Щоб зберегти Нюйшу як об'єкт нематеріальної спадщини ЮНЕСКО, на початку 2000-х років було передано грант у розмірі  209 000 доларів від Фонду Форда на будівництво музею Нюйшу. Власне, музей було відкрито у 2007 році.
У 2003 році було створено титул «поширювачі Нюйшу». Цей титул надається особам, що володіють знаннями письма, співу, рукоділля Нюйшу, знаються на місцевих звичаях та лояльні до Центру управління культурою та дослідженнями. Їм виплачують щомісячну стипендію розміром 100 юанів (2010 р) за написання творів Нюйшу для уряду та надання безкоштовних копій місцевій владі.
Китайський композитор Тан Дунь створив мультимедійну симфонію під назвою «Нюйшу: таємні пісні жінок» для арфи, оркестру та 13 мікрофільмів. Тан Дунь витратив 5 років на проведення польових досліджень в провінції Хунань, документуючи на плівку пісні, якими спілкувалися жінки.
Письменниця Ліза Сі описує використання Нюйшу серед жінок 19-го століття у своєму романі «Снігова квітка і таємне віяло».
Нюйшу здебільшого практикувалося у приватному спілкуванні, оскільки патріархальні ідеї завадили йому стати широко визнаним у світі. Ці ідеї визнали письмо неактуальним через думку, що воно має значення лише у сфері міжособистісного спілкування, а також мали на увазі, що чоловіки домінують у публічній сфері. Сучасні мисткині намагалися привернути увагу до Нюйшу через своєрідний «переклад»: художниця з Гонконгу/Макао Юень-ї Ло використовує малюнки як спосіб критикувати сучасний поділ між написанням та малюванням, а також перетворення культурної практики Нюйшу у візуальне мистецтво для жінок. Гелен Лай використовує танець, щоб критикувати патріархальне уявлення медіа про Нюйшу. Вона вважає, що Нюйшу є інноваційним видом мистецтва, незважаючи на думку ЗМІ, що розглядає його як «таємницю».

## Використання
Письмо використовували для написання окремого діалекту під назвою Сяннань Тухуа, на якому розмовляло населення поблизу річки Сяо та регіону річки Юнмін на півночі округу Цзянюн провінції Хунань. Цей діалект, який дуже сильно відрізняється від інших діалектів провінції Хунань, відомий своїм носіям під назвою «Мова донгів». Записується лише письмом Нюйшу. Існують різні думки щодо класифікації Сяннань Тухуа, оскільки він має ознаки кількох діалектів. Деякі вчені класифікують його як Сян або Пінхуа. Інші вважають його гібридним діалектом. Окрім Тухуа, більшість місцевих жителів у Цзянюні розмовляють на двомовному діалекті Хунань південно-західної китайської мови, який вони використовують для спілкування з людьми з-за меж регіону, де використовують Тухуа, а також для деяких офіційних випадків. Для запису діалекту Хунань використовуються звичні ієрогліфи, а не Нюйшу.
В окрузі Цзянюн проживає населення не тільки етносу Хань, але й також Яо, але Нюйшу використовується лише для запису діалекту Сяннань Тухуа. Немає жодних відомостей про використання Нюйшу племенами Яо.

## Роботи
Нюйшу було для жінок способом висловлювати свої переживання, оскільки через це письмо вони повідомляли різноманітні звістки. Переважна кількість творів були «посланнями третього дня» (三朝书; 三朝書; sān zhāo shū). Це були буклети у тканинній палітурці, які створювали лаотун («названі сестри») та матері для своїх сестер та доньок, що одружувалися і покидали рідний дім. На третій день після весілля ці буклети вручалися нареченій. Вони були написані письмом Нюйшу та висловлювали свій сум та жаль через розлуку.
Твори, такі як поеми та тексти пісень, вручну впліталися у пояси та ремінці, а також вишивалися на повсякденних речах та одязі. Жанрами Нюйшу були балади, автобіографії, біографії та молитви.